# Langenbrügger Moor
Das Langenbrügger Moor ist ein Naturschutzgebiet in der niedersächsischen Gemeinde Lüder und dem Flecken Bad Bodenteich in der Samtgemeinde Aue im Landkreis Uelzen.

## Allgemeines
Das Naturschutzgebiet mit dem Kennzeichen NSG LÜ 354 ist circa 72 Hektar groß. Es ist deckungsgleich mit dem FFH-Gebiet „Kammmolch-Biotop nordöstlich Langenbrügge“. Das Gebiet steht seit dem 16. April 2019 unter Naturschutz. Zuständige untere Naturschutzbehörde ist der Landkreis Uelzen.

## Beschreibung
Das Naturschutzgebiet liegt südöstlich von Bad Bodenteich. Es besteht aus einem teilentwässerten Niedermoorgebiet, das durch die Verlandung eines Sees entstanden ist. Die vermoorten Bereiche werden von Übergangs- und Schwingrasenmooren mit Seggen- und Wollgrasrieden geprägt.
Durch Torfabbau entstanden an mehreren Stellen naturnahe Stillgewässer. In Teilen des Niederungsbereiches stocken Moor- und Sumpfwälder. Daneben sind extensiv genutzte Grünlandflächen, aber auch Äcker zu finden. Teile des Gebietes liegen brach und werden von Sümpfen, Rieden und Röhrichten eingenommen. Nach Nordosten schließen sich Geesthänge an. Hier stocken überwiegend Kiefernwälder. Durch Bodenabbau sind auch in den Randbereichen des Naturschutzgebietes nährstoffarme Stillgewässer entstanden. Hier siedeln unter anderem Knöterichlaichkraut, Gewöhnlicher Wassernabel und Zwiebelbinse. Weiterhin kommen im Naturschutzgebiet Rundblättriger Sonnentau, Kammfarn, Fadenbinse, Sumpfbärlapp und Zwergigelkolben vor.
Das Gebiet ist ein bedeutender Amphibienlebensraum, unter anderem für Kammmolch, Moorfrosch, Knoblauchkröte, Kreuzkröte, Erdkröte, Laubfrosch und Wasserfrösche. Außerdem leben hier zahlreiche Libellen- und Vogelarten – beispielsweise auch der Kranich. Das Naturschutzgebiet soll sich ferner als Wanderkorridor für den Fischotter entwickeln.